# Parabaeus lenkoi
Parabaeus lenkoi är en stekelart som beskrevs av De Santis 1960. Parabaeus lenkoi ingår i släktet Parabaeus och familjen gallmyggesteklar. Inga underarter finns listade i Catalogue of Life.